# Bucintoro

Bucintoro (slovenska izgovarjava: [butʃinˈtɔro]) je bil uradna paradna ladja beneških dožev. 
Uporabljali ob velikih državnih praznikih, posebej pa vsako leto na dan vnebohoda (Festa della Sensa), da so doža odpeljali na Jadransko morje, da bi izvedel Poroko z morjem – slovesnost, ki je Benetke ponovno povezala z morjem, vse do ukinitve republike leta 1798.

## Zgodovina
Zgodovinarji so odkrili, da je bilo v preteklosti »Serenissime« izdelanih samo pet teh paradnih beneških galej, prvi pomemben bucintoro je bil zgrajen leta 1311. Zadnji in najbolj razkošen zgodovinski bucintoro je bil v beneškem arsenalu splovljen leta 1729, v času vladavine doža Alviseja III. Sebastiana Moceniga. Bucintoro, upodobljen na slikah Canaletta in Francesca Guardija, je bil dolg 35 m in visok več kot 8 metrov. Ta plavajoča palača z dvema palubama je imela glavni salon s 90 sedeži. Dožev prestol je bil na krmi, na premcu pa je bila figura glave, ki je predstavljala Pravičnost, z mečem in tehtnico. Plovilo je poganjalo 168 veslačev, za upravljanje pa je bilo potrebnih še 40 mornarjev.
Zadnji Bucintoro, daleč največji od vseh, splovljen leta 1729, je bil uničen leta 1798, ob ukinitvi republike, s strani francoske vojske, verjetno zaradi dragocene pozlate.

## Etimologija
Izvor imena bucintoro je nejasen, vendar je ena od možnosti, da izvira iz beneškega »burcio«, tradicionalnega izraza za lagunsko plovilo, ter »in oro«, kar pomeni pozlačen oz. prekrit z zlatom. Po drugi strani pa je Francesco Sansovino (1521–1586) na podlagi dokumentov iz leta 1293 domneval, da je ladja dobila ime po prejšnjem čolnu, zgrajenem v ladjedelnici Arsenale, imenovanem Navilium Duecentorum Hominum (Dvesto mornarjev). Druga teorija navaja, da je bilo plovilo poimenovano po ladji Centaurus, na katero se je skliceval Vergilij, ko je opisoval pogrebne obrede, ki jih je Enej opazoval v čast očetove smrti; bucintoro je bil dvakrat večji od ladje, omenjene v Eneidi. Ime se lahko nanaša tudi na trobente in rogove, na katere so igrali na krovu. Izraz bucintoro je bil v srednjem veku latiniziran kot  bucentaurus na podlagi analogije domnevne grške besede βουκένταυρος (boukentauros), ki pomeni "vol-kentaver", iz βους (bous, "vol") in κέροντυcent (kentauros, "kentaver"). Običajna domneva je bila, da ime izvira iz bitja človeka z glavo vola, katerega figura je služila kot figura barke. Ta izpeljava pa je domiselna; beseda βουκένταυρος je v grški mitologiji neznana in upodobitve "figure glave" na bucintoru v resnici prikazujejo leva sv. Marka Evangelista.
Zdi se, da je poimenovanje bucintoro res dobilo katero koli veliko in razkošno beneško plovilo. Du Cange citira iz kronike doža Andrea Dandola (vladal v letih 1343–1354): »... cum uno artificioso et solemni Bucintoro, super quo venit usque ad S. Clementem, quo jam pervenerat principalior et solemnior Bucentauconilius«, [ ... z dobro izdelanim in veličastnim bucintorom, nakar je prišel v San Clemente, kamor je že prispel pomembnejši in veličastnejši bucintoro s svojimi svetovalci itd. ...].
Izraz je bil uporabljen tudi za opis razkošnega transportnega čolna iz 16. stoletja, zgrajenega in okrašenega v Modeni, za praznovanje poroke Lukrecije, hčerke Ercolea II. d'Este, vojvode Ferrare, z vojvodo Urbina.

## Verzije bucintorov
Pred dobo bucintorov je verjetno, da so dožu za slovesnosti v Beneški laguni preprosto dodelili majhno galejo iz beneške flote. Ker se je bogastvo Benetk zaradi njene pomorske moči povečalo, so bili narejeni načrti za izgradnjo posebne ladje. O tem pričajo promissioni – zakramentalne obljube, ki so jih izrekli doži ob zaprisegi – Reniera Zenona iz leta 1252, Lorenza Tiepola iz leta 1268 in Giovannija Soranza iz leta 1312, ki omenjajo gradnjo bucintora v ladjedelnici in pomorskem skladišču Arsenala.

### Bucintoro iz leta 1311
Zgodovinarji se strinjajo, da je bilo zgrajenih več velikih plovil tega tipa in namembnosti. Medtem ko se domneva, da so obstajala starejša plovila, se bucintoro iz leta 1311 šteje za prvega pomembnega, saj je bila 17. avgusta 1311 promissione spremenjena in dodana izjava »quod Bucentaurus Domini ducis fiat per Dominium et teneatur in Arsenatu«» (... da je potrebno za doža narediti bucintora za njegovo vladanje in ga hraniti v Arsenalu). To je bilo prvič, da je beneška zakonodaja določila, da stroške gradnje bucintora krije javni proračun. Dvonadstropni bucintoro je imel tiemo (krošnjo) z dvema deloma, enega v vijoličnem žametu za doža, drugega v rdečem žametu za beneške plemiče. Zgodovinar Marino Sanuto mlajši je v svojem delu »De origine, situ et magistratibus urbis Venetae« (O izvoru, mestu in uradnih osebah mesta Benetke) prav tako opisal ladjo, ki nosi skulpturo pravičnosti.
Bucintoro se je uporabljal ne le za obred poroke z morjem, ampak tudi za druge državne funkcije, kot so festivali, ki proslavljajo Devico Marijo in prevoz na novo kronanih dogaress (doževih žena) v Doževo palačo. 6. maja 1401 je bil sprejet zakon, ki dožu prepoveduje zasebno uporabo bucintora.

### Bucintoro iz leta 1449
Dokumenti omenjajo gradnjo še enega bucintora leta 1449, večjega od tistega iz leta 1311, vendar je o tem plovilu malo znanega. Najstarejša znana podoba bucintora se je pojavila na monumentalnem lesorezu Jacopa de' Barbarija Pianta di Venezia (Zemljevid Benetk), ki je bil objavljen leta 1500. To delo prikazuje bucintora, splovljenega v Arsenalu, brez vesel ali okrasja, razen velike lesene skulpture Pravičnosti na premcu. Podobno ilustracijo je med letoma 1517 in 1525 izdelal Andrea Valvassore.

### Bucintoro iz leta 1526
10. maja 1526 je Marino Sanuto mlajši zapisal, da je na dan Vnebohoda serenissimo dož na bucintoru opravil obred poroke Benetk z morjem in dodal, da je bil ta bucintoro »lepo delo, večje in širše od drugi.« Razmerja in bogata dekoracija tega bucintora, zgrajenega v času vladavine doža Andrea Grittija, sta postala zgled za kasnejše različice bucintora. Imel je dve palubi in 42 vesel, krasile so ga figure levov s skulpturo Pravice na premcu (ohranjena v Muzeju pomorske zgodovine v Benetkah). Pomični nadstrešek plovila je bil na zunanji strani prekrit z rdečim blagom, znotraj pa z modrim blagom z zlatimi zvezdicami.
Ta bucintoro se pogosto omenja v beneških kronikah. Na njem je bil julija 1574 Henrik III. Francoski z dožem prepeljan po Canalu Grande do Ca' Foscari, kjer je ostal med obiskom Benetk. Bucintoro je bila uporabljen tudi za prevoz novokronane dogaresse Morosine Morosini-Grimani v Doževo palačo 4. maja 1597. Ta dogodek je bil predmet številnih jedkanic in slik Giacoma Franca, Andrea Vicentina, Sebastiana Vrancxa in anonimnih umetnikov.

### Bucintoro iz leta 1606
Kljub gospodarskemu in pomorskemu upadu Benetk se je leta 1601 po naročilu doža Marina Grimanija  beneški senat odločil za gradnjo novega bucintora za 70.000 dukatov; čeprav je bil obstoječi še v uporabi, so ga strokovnjaki ocenili kot prestarega. Konstruktor nove ladje ni znan, vendar je bil izbran med najbolj usposobljenimi marangoni (ladijskimi mizarji) Arsenala. Delo je nadzoroval Marco Antonio Memmo, sovraproveditor (nadzornik provveditore) Arsenala. Novo plovilo so vsi odobrili in pohvalili na njegovem prvem potovanju na Lido z novoizvoljenim dožem Leonardom Donatom na dan Vnebohoda, 10. maja 1606.
Tretja barka je nastala po vzoru svojih predhodnic, na okras pa so vplivale poznorenesančne oblike. Sodobne ilustracije kažejo, da so stranice bucintora pokrivale mitske figure siren, ki so jahale morske konjičke, in da so lože podpirali ukrivljeni delfini med prepletenimi girlandami in zvitki, ki so dobili obliko pošastnih hider, ki so se raztezale iz koncev dveh ostrog loka. Nekoč je veljalo, da je večina lesenih skulptur, vključno z veliko skulpturo Marsa, dva leva sv. Marka, nameščena na obeh straneh krme in figura Pravičnosti (oblečena v oblačila, ki jih je izdelal samostan San Daniele),  delo priznanega beneškega kiparja Alessandra Vittoria, vendar so raziskave razkrile imeni bratov Agostino in Marcantonio Vanini iz Bassana, ki sta bila hvaljena kot »avtorja rezbarjenja čudovite lepote«. Po več kot stoletju službe je bila leta 1719 sprejeta odločitev, da se ladja uniči.

### Bucintoro iz leta 1727
Zadnjega in najbolj veličastnega zgodovinskega bucintora je naročil beneški senat leta 1719, ki se je začel graditi v Arsenalu leta 1722. Ladjo je zasnoval Michele Stefano Conti , protomagistro dei marangoni (glavni mojster ladijskih mizarjev). Leseno kiparsko delo je bilo dodeljeno Antoniu Corradiniju, o čemer priča besedna zveza Antonii Coradini sculptoris Inventum ("izum kiparja Antonia Corradinija"), vpisana v bližini palmete loka. Bil je uveljavljen kipar, ki je že delal po naročilih v Avstriji, Češki in Saški. Za pozlato iz čistega zlata je poskrbel Zuanne D'Adamo. Nekaj ladijskih okraskov in skulptur iz leta 1606, vključno s skulpturo Marsa in dveh levov sv. Marka, je bilo rešenih in ponovno uporabljenih. Plovilo je bilo dolgo 35 m in visoko več kot 8 metrov. Plavajoča palača z dvema palubama je imela glavni salon prekrit z rdečim žametom, je imela 48 oken, postavljenih v ogromen, dovršeno izrezljane baldahine in imela 90 sedežev. Dožev prestol je bil na krmi, na premcu pa  tradicionalna figura, ki je predstavljala Pravičnost z mečem in tehtnico. Barko je poganjalo 168 veslačev, ki so veslali v štirih ekipah na svojih 42 veslih, vsak 11 metrov v dolžino; drugih 40 mornarjev je bilo potrebnih za upravljanje. Za ladijsko posadko so bili izbrani le najbolj čedni in čvrsti mladci Arsenala. Novi bucintoro je debitiral na dan Vnebohoda leta 1729 v času vladavine doža Alviseja III. Sebastiana Moceniga. Dogodek je bil uradno posnet, sijaj plovila pa so pohvalili s soneti in publikacijami, kot je tisti Antonia Maria Lucchinija z naslovom La Nuova regia su l'acque nel Bucintoro nuovamente eretto all'annua solenne funzione del giorno dell'Ascensione di Nostro Signore (Nova palača na vodi novozgrajenega bucintora ob letni slovesnosti na dan Gospodovega vnebohoda, 1751).
Nemški pisatelj Johann Wolfgang von Goethe je v svojem delu Italienischen Reise (Italijansko potovanje, 1816–1817), ki je bilo poročilo o njegovih potovanjih po Italiji med letoma 1786 in 1787, opisal bucintora 5. oktobra 1786 s temi izrazi:
 Um mit einem Worte den Begriff des Bucentaur auszusprechen, nenne ich ihn eine Prachtgaleere. Der ältere, von dem wir noch Abbildungen haben, rechtfertigt diese Benennung noch mehr als der gegenwärtige, der uns durch seinen Glanz über seinen Ursprung verblendet. ...
Ich komme immer auf mein Altes zurück. Wenn dem Künstler ein echter Gegenstand gegeben ist, so kann er etwas Echtes leisten. Hier war ihm aufgetragen, eine Galeere zu bilden, die wert wäre, die Häupter der Republik am feierlichsten Tage zum Sakrament ihrer hergebrachten Meerherrschaft zu tragen, und diese Aufgabe ist fürtrefflich ausgeführt. Das Schiff ist ganz Zierat, also darf man nicht sagen: mit Zierat überladen, ganz vergoldetes Schnitzwerk, sonst zu keinem Gebrauch, eine wahre Monstranz, um dem Volke seine Häupter recht herrlich zu zeigen. Wissen wir doch: das Volk, wie es gern seine Hüte schmückt, will auch seine Obern prächtig und geputzt sehen. Dieses Prunkschiff ist ein rechtes Inventarienstück, woran man sehen kann, was die Venezianer waren und sich zu sein dünkten. .
[Da bi z eno besedo izrazil koncept bucintora, ga imenujem Prachtgaleere [veličastna galeja]. Starejša, katere še imamo ilustracije, upravičuje to označbo še bolj kot sedanje, saj nas bleščanje njenega izvora zaslepi. ...
Vedno se vračam k stari temi. Če je umetniku podarjen pristen predmet, potem lahko doseže nekaj pristnega. Tu je bila nanj položena odgovornost, da zgradi galejo, vredno, da na najbolj slovesni dan nosi vodje republike, da bi posvetil njihovo tradicionalno gospostvo nad morjem, in to nalogo odlično izvaja. Ladja je sama po sebi okras; zato ne moremo reči, da je preobremenjena z ornamenti in le z množico pozlačenih rezbarij, ki so sicer neuporabne. V resnici je to monstranca, oz. simbolni način, da bi ljudem pokazali, da so njihovi voditelji res čudoviti. Vendar pa vemo to: ljudje, ki radi krasijo svoje klobuke, želijo videti tudi svoje boljše v sijaju in oblečeni. Ta veličastna ladja je precejšen inventar in kaže, kaj so bili in kaj so si predstavljali Benečani.]
Leta 1798 naj bi Napoleon ukazal uničiti tega bucintora, manj zaradi dragocenega zlatega okrasja in bolj kot politično gesto, ki je simbolizirala njegovo zmago nad Serenissimo. Francoski vojaki so izrezljane lesene dele in zlate okrasje plovila razbili na majhne koščke, jih odpeljali na otok San Giorgio Maggiore in jih tam zažgali, da bi pridobili zlato. Bucintoro je gorel tri dni, francoski vojaki pa naj bi uporabili kar 400 mul, da so odnesli njegovo zlato. Okrasni elementi plovila, ki so preživeli požar, so ohranjeni v Museo Civico Correr v Benetkah, v Arsenalu pa je natančna maketa plovila. Trup je preživel in je, preimenovan v Prama Hydra in oborožen s štirimi topovi, nameščen na ustju pristanišča Lido, kjer je služil kot obalna baterija. Kasneje je bila ladja vrnjena v Arsenal in uporabljena kot zaporna ladja, dokler ni bila leta 1824 popolnoma uničena. Admiral Amilcare Paulucci je dal inženirju Giovanniju Casoniju izdelati model bucintora iz leta 1727 v merilu 1:10, preden je bil uničen. Model se trenutno hrani v Muzeju pomorske zgodovine v Benetkah.

## Poroka z morjem
Poroka na Jadranu ali bolj pravilno Poroka z morjem (v italijanščini Sposalizio del Mare) je bila slovesnost, ki je simbolizirala pomorsko moč in pomen Benetk. Slovesnost, ustanovljena okoli leta 1000 v spomin na osvojitev Dalmacije doža Pietra II. Orseola, je bila prvotno slovesnost prošnje in pomiritve, dan vnebohoda pa je bil izbran kot tisti, na katerega se je dož odpravil na svojo ekspedicijo. Njegova oblika je bila slovesna procesija čolnov, na čelu z doževo nave (ladjo) oz. bucintorjem po kanalu Grande, na morje pred pristaniščem Lido.

## Projekt izdelave replike Bucintora
Februarja 2008 so bili objavljeni načrti za obnovo leta 1798 uničenega bucintora. Več kot 200 ladjedelničarjev, rezbarjev in draguljarjev je začelo delati 15. marca 2008 v Arsenalu. Italijanski tisk je poročal, da bosta za gradnjo bucintora potrebni dve leti. Vendar je polkovnik Giorgio Paterno, vodja Fondazione Bucintoro, ki stoji za projektom v vrednosti 20 milijonov evrov, marca 2008 dejal, da »[mi] ga bomo zgradili čim hitreje, vendar se nam ne mudi.« Predvideno je, da bo projekt uporabljal tradicionalne ladjedelniške tehnike in izvirne materiale, vključno z lesom macesna in jelke, ter reproduciral zlate okraske. Fundacijo podpirajo poslovneži v deželah Benečija in Lombardija, vendar je pisala tudi francoskemu predsedniku Nicolasu Sarkozyju, naj Francija da finančni prispevek kot gesto dobre volje za kompenzacijo napoleonovega »vandalizma« plovila iz leta 1729.
Fondazione Bucintoro upa, da bo plovilo postalo »najbolj obiskan plavajoči muzej na svetu«, vendar vidi projekt tudi kot sredstvo »pomoči Benetkam, da si povrnejo nekdanjo slavo in stari duh«. Kot pravi Paterno, »mesto, ki ga napade toliko milijonov turistov, tvega, da izgubi svojo identiteto ter kulturno povezavo z lastno zgodovino. Ni dovolj živeti v prihodnosti, mesto se mora povezati s svojo slavno preteklostjo in se je spominjati«. 
|  |  |

Februarja 2008 je Fondazione Bucintoro napovedala projekt v vrednosti 20 milijonov evrov za obnovo bucintora iz leta 1729. Dela so se začela 15. marca 2008 v ladjedelnici in pomorskem doku Arsenala.